# Niedernsill
Niedernsill ist eine Gemeinde mit 2838 Einwohnern (Stand 1. Jänner 2024) und ein Dorf im Salzburger Land im Bezirk Zell am See in Österreich und liegt an der unteren Grenze des Oberpinzgaus.

## Geographie

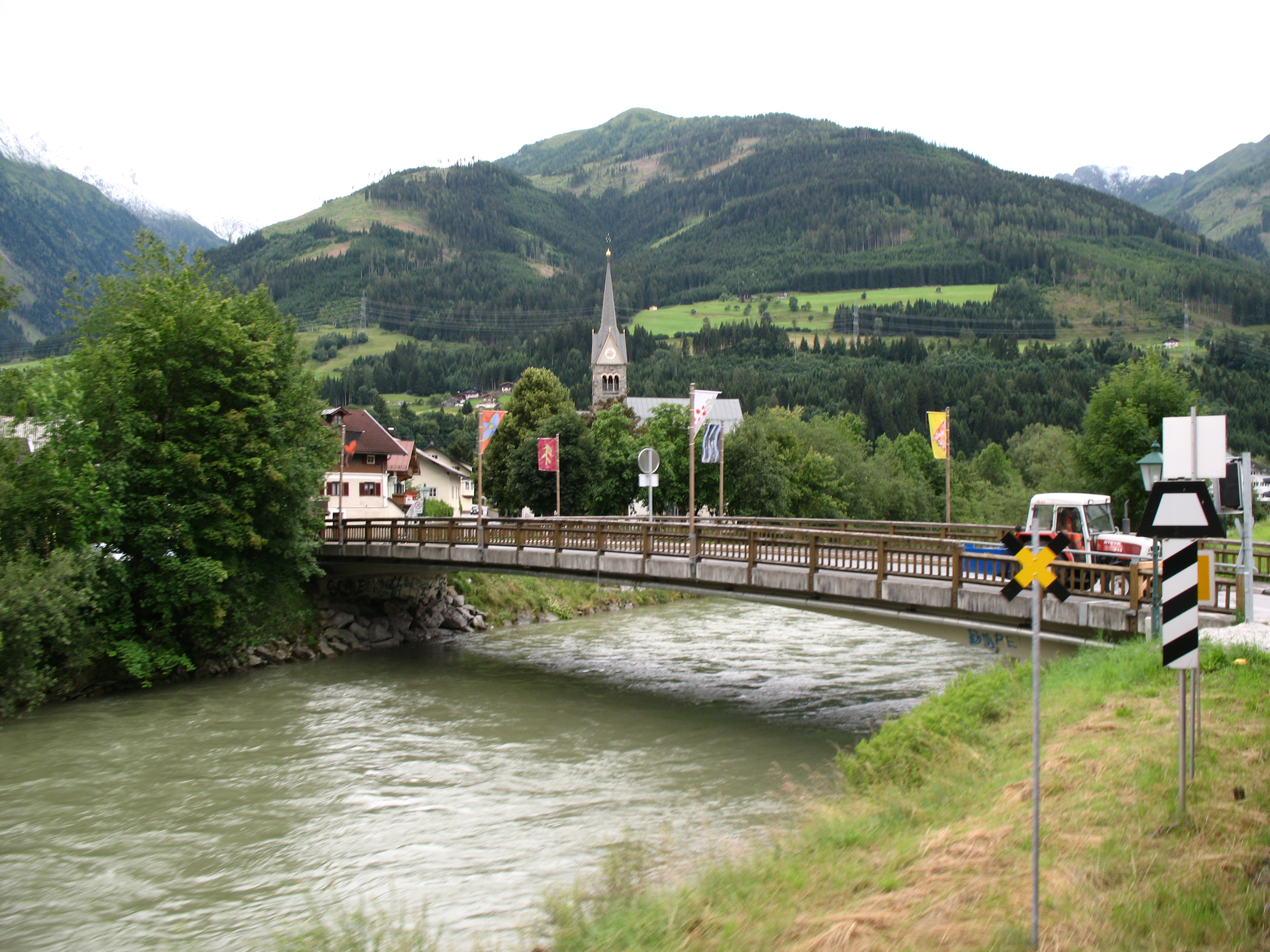
Ortseingang über die Salzach

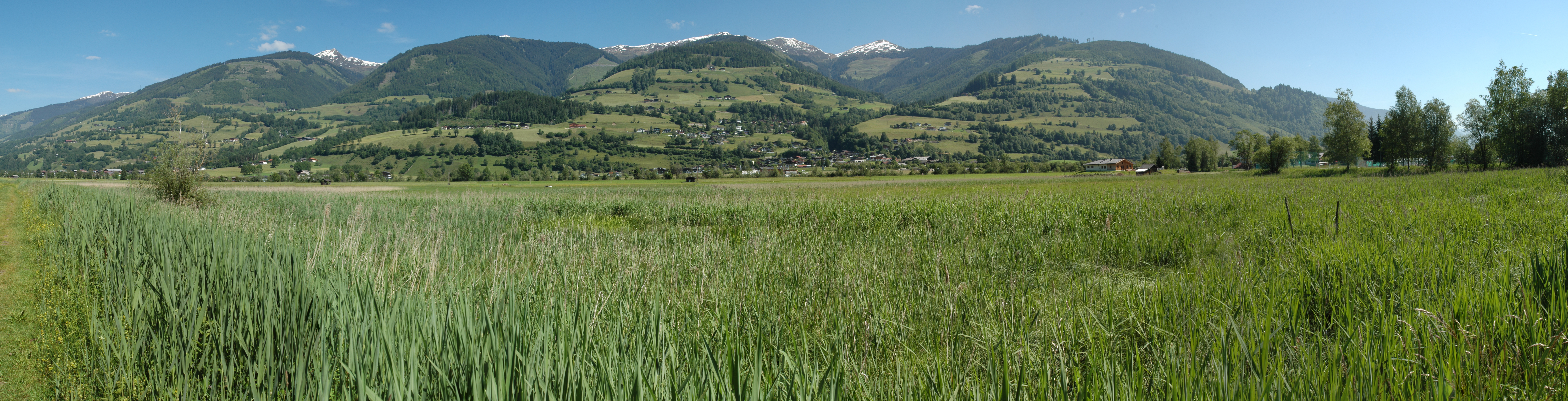
Lucia Lacke, Geschützter Landschaftsteil

Die Gemeinde wird im Norden durch die Hänge der Kitzbüheler Alpen begrenzt, im Süden verläuft in West-Ost-Richtung der Gebirgszug Hohe Tauern. Im Tal fließt die landschaftsprägende und -gestaltende Salzach, die den gesamten Oberpinzgau entwässert. Neben den in der Biotopkartierung verzeichneten Strukturen liegen im Gemeindegebiet die geschützten Landschaftsteile Lucia Lacke sowie das Naturwaldreservat Hutterwald.

### Gemeindegliederung

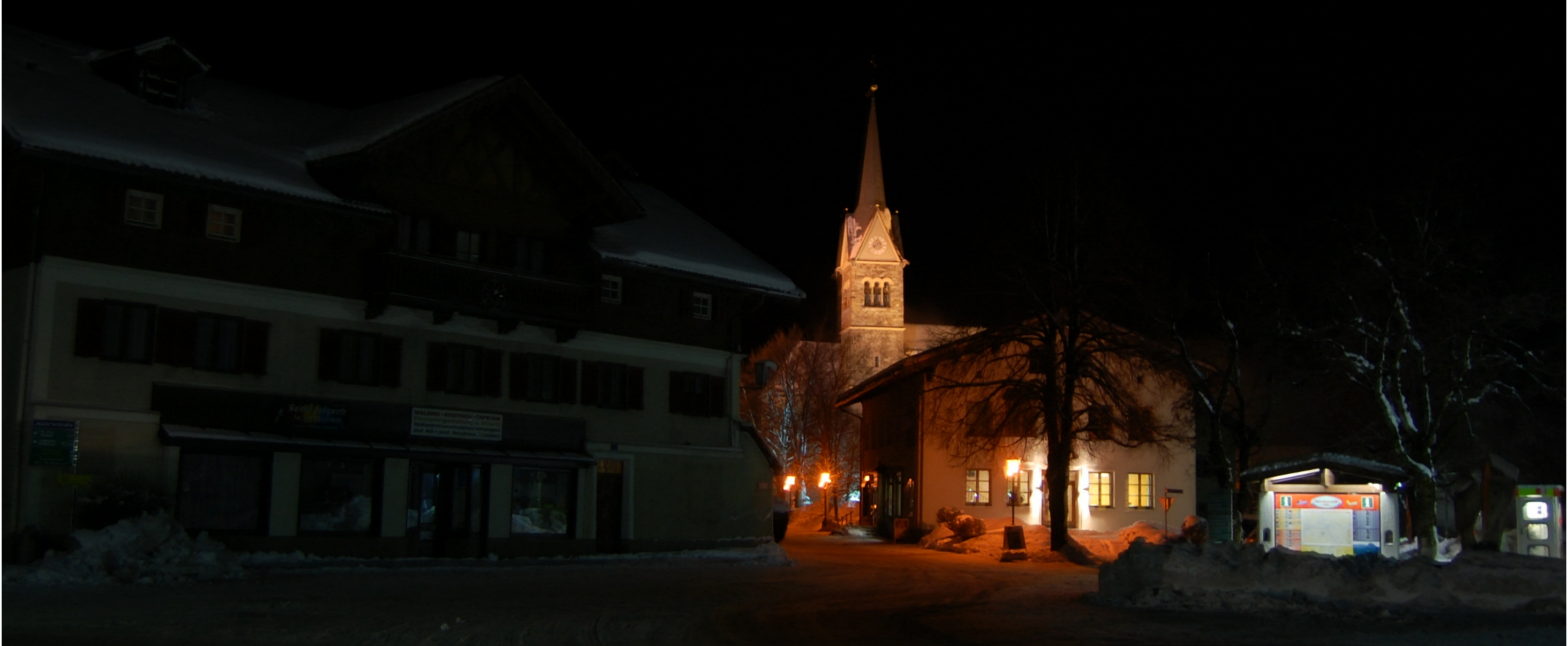
Ortskern von Niedernsill bei Nacht

Das Gemeindegebiet umfasst sieben Ortschaften (in Klammern Einwohnerzahl Stand 1. Jänner 2024):
- Aisdorf (46)
- Ematen (111)
- Gaisbichl (202)
- Jesdorf (510)
- Lengdorf (452)
- Niedernsill (918)
- Steindorf (599)

Die Gemeinde besteht aus den Katastralgemeinden Jesdorf, Lengdorf und Niedernsill.
Die Gemeinde war bis 2002 Teil des Gerichtsbezirks Mittersill und gehört seit 2003 zum Gerichtsbezirk Zell am See.

### Nachbargemeinden
|                      | Saalbach-Hinterglemm                        | (Viehhofen) ∗∗ |
| Uttendorf (Salzburg) | Kompassrose, die auf Nachbargemeinden zeigt | Piesendorf     |
|                      |                                             | Kaprun ∗       |

∗ Kaprun liegt im Salzachtal ziemlich östlich von Niedernsill, Gemeindegebiet grenzt im Bergland südlich an
∗∗ Gemeindegebiet grenzt nicht direkt an, 500 m Gratlinie entfernt

## Geschichte

### Ortsname
Der Name Niedernsill kommt von Nidrinseli und besteht aus dem ursprünglichen Nidrin für ‚niedrigste‘, und seli für ‚Siedlung‘: Niedernsill ist der erste Ort des Oberpinzgau (von Piesendorf und Kaprun abgesehen, die traditionell zum Zeller Gebiet zählen).

### Lawinenunglück am 28. März 2000
Am 28. März 2000 ereignete sich in unerschlossenem alpinem Gelände zwischen dem Kitzsteinhorn und dem Mühlbachtal auf etwa 2.500 Metern Höhe ein schweres Lawinenunglück, bei dem insgesamt 12 Menschen, großteils Schilehrer in Ausbildung, ums Leben kamen. Es war dies der folgenschwerste Lawinenabgang in der jüngeren Geschichte des Pinzgaus.

## Politik

### Gemeinderat
| Gemeinderatswahl 2024Wahlbeteiligung: 76,6 % 6050403020100 53,0 % (+0,5 %p)27,3 % (+3,9 %p)19,8 % (−4,3 %p) ÖVPFPÖSPÖ20192024 |

Die Gemeindevertretung hat insgesamt 19 Mitglieder.
- Mit den Gemeindevertretungs- und Bürgermeisterwahlen in Salzburg 2004 hatte die Gemeindevertretung folgende Verteilung: 8 SPÖ, 7 ÖVP, und 2 FPÖ.
- Mit den Gemeindevertretungs- und Bürgermeisterwahlen in Salzburg 2009 hatte die Gemeindevertretung folgende Verteilung: 8 ÖVP, 6 SPÖ, 2 FUN, und 1 FPÖ.[2]
- Mit den Gemeindevertretungs- und Bürgermeisterwahlen in Salzburg 2014 hatte die Gemeindevertretung folgende Verteilung: 10 ÖVP, 5 SPÖ, und 4 FPÖ.[3]
- Mit den Gemeindevertretungs- und Bürgermeisterwahlen in Salzburg 2019 hatte die Gemeindevertretung folgende Verteilung: 10 ÖVP, 5 SPÖ, und 4 FPÖ.[4]
- Mit den Gemeindevertretungs- und Bürgermeisterwahlen in Salzburg 2024 hat die Gemeindevertretung folgende Verteilung: 10 ÖVP, 5 FPÖ und 4 SPÖ.[5]

### Bürgermeister
- 1946–1970 Martin Schifferegger (ÖVP)[6]
- 1970–1990 Erwin Brennsteiner (ÖVP)[7]
- 1990–2009 Johann Höllwerth (ÖVP)[8]
- seit 2009 Günther Brennsteiner (ÖVP)[9]

### Wappen
Das Wappen der Gemeinde ist beschrieben:
Gold über Schwarz geteilt; oben ein wachsender schwarzer Pferderumpf, welcher sich auf die glorreiche Zeit der Norikerzucht bezieht, und unten 7 (4, 3) goldene Hausglockentürmchen, die für die sieben Ortschaften Niedernsills stehen.

## Kultur und Sehenswürdigkeiten

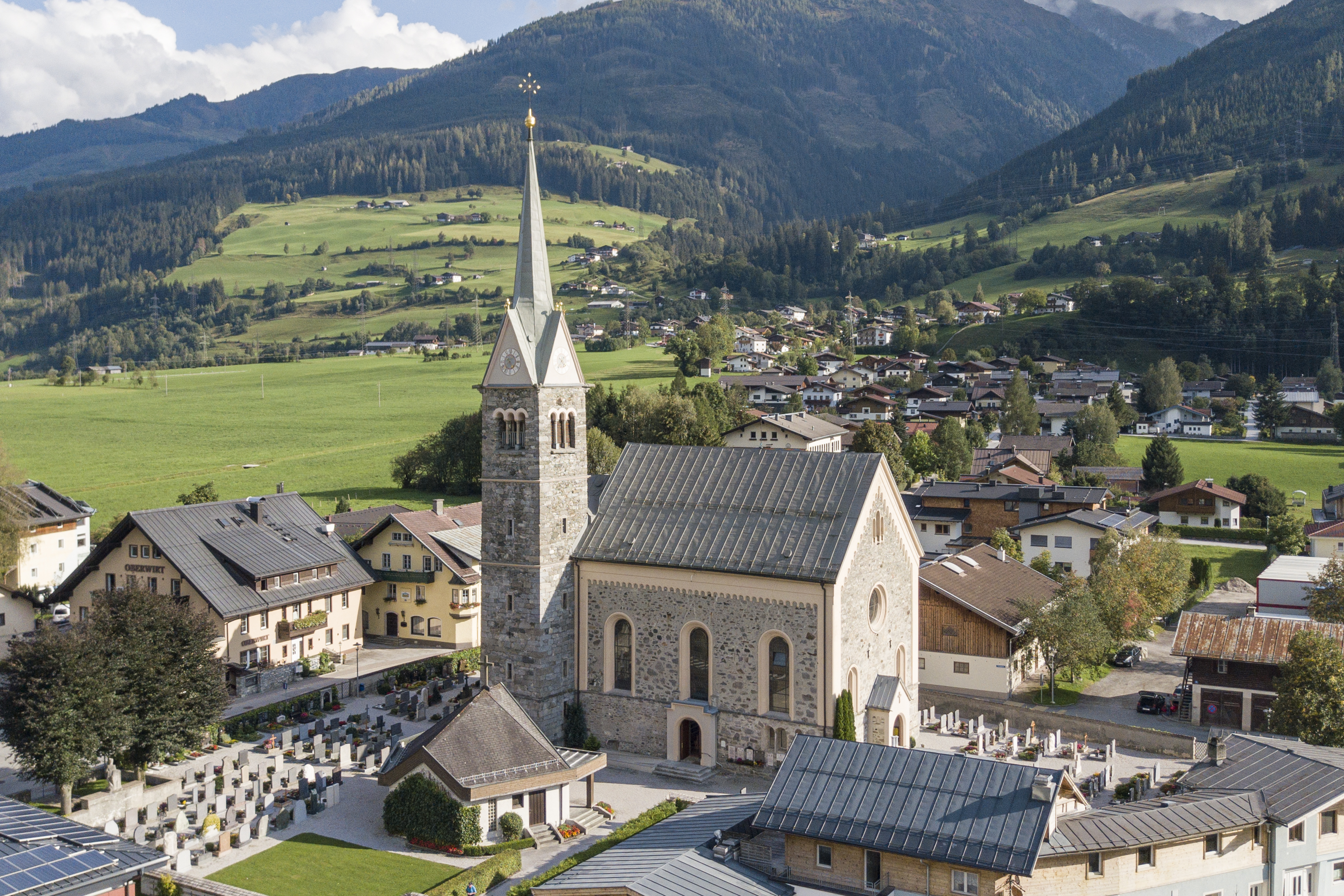
Pfarrkirche Niedernsill

- Katholische Pfarrkirche Niedernsill hl. Luzia
- Birgkögei
- Burg Radensbach

## Wirtschaft und Infrastruktur

### Wirtschaftssektoren
Im Jahr 2011 gab es fünfhundert Arbeitsplätze in Niedernsill. Davon entfielen achtzig auf die Landwirtschaft, 190 auf den Produktionssektor und fast die Hälfte auf Dienstleistungen. Der größte Arbeitgeber im Produktionssektor war die Bauwirtschaft, im Dienstleistungssektor beschäftigte der Handel mehr als ein Drittel der Erwerbstätigen.

### Berufspendler
Von den 1272 Erwerbstätigen, die im Jahr 2011 in Niedernsill wohnten, arbeitete weniger als ein Viertel in der Gemeinde, mehr als drei Viertel pendelten aus, wobei der Großteil im Bezirk blieb.

### Tourismus
Niedernsill verfügt über ein eigenes kleines Skiresort.
Die Anzahl der Übernachtungen stieg von 70.000 im Jahr 2010 auf 100.000 im Jahr 2019. Die stärksten Monate im Jahr 2019 waren August (20.000) und Juli (16.000) vor Februar (14.000) und Januar und März mit je 10.000 Übernachtungen.

### Verkehr
- Bahn: Der Ort ist durch die Pinzgauer Lokalbahn erreichbar.
- Straße: Die B168 Mittersiller Straße durch den Ort.

## Persönlichkeiten
- Stefan Brennsteiner (* 1991), Skirennläufer
- Julia Buchner (* 1992), Schlagersängerin
- Brigitte Hilzensauer (* 1950), Literaturwissenschafterin